# Dominique Hampton
Dominique Hampton (Atlanta, 25 luglio 2000) è un giocatore di football americano statunitense che milita nel ruolo di safety per i Washington Commanders della National Football League (NFL).

## Carriera universitaria
Nelle prime tre stagioni di Hampton a Washington, tra il 2018 e il 2020, disputò 19 partite, mettendo a segno 9 tackle e un passaggio deviato. Disputò la prima gara come titolare nella settimana 10 della stagione 2021 contro Stanford. Chiuse la stagione con 11 presenze, 30 tackle, 2 passaggi deviati e un fumble forzato. Nel 2022 disputò 12 partite, di cui 11 come titolare, con 42 placcaggi e 4 passaggi deviati. Nel quarto turno della stagione 2023, Hampton ebbe il suo primo intercetto nella vittoria su California. Terminò la stagione con 109 tackle, 7 passaggi deviati e 2 intercetti. Complessivamente disputò con gli Huskies 57 partite, il massimo della storia dell’istituto.

## Carriera professionistica

### Washington Commanders
Hampton fu scelto nel corso del quinto giro (161º assoluto) del Draft NFL 2024 dai Washington Commanders. Nella sua prima stagione disputò una sola partita da subentrato.